# Matt Morgan
Matthew Thomas Morgan (Fairfield (Connecticut), 10 september 1976) is een Amerikaans professioneel worstelaar die vooral bekend was van zijn tijd bij World Wrestling Entertainment, van 2003 tot 2005, en Total Nonstop Action Wrestling, van 2007 tot 2013.

## In het worstelen
- Finishers
  - Carbon Footprint
  - Fireman's carry facebuster
  - Hellevator

- Signature moves
  - Arm twist ropewalk chop
  - Big boot
  - Chokeslam
  - Diving crossbody
  - Dropkick
  - Fallaway slam
  - Guillotine leg drop

- Managers
  - Carlito
  - Paul Heyman
  - Theodore Long
  - Jim Cornette

- Bijnaam
  - "The Blueprint"

## Prestaties
- Far North Wrestling
  - FNW Heavyweight Championship (1 keer)

- Ohio Valley Wrestling
  - OVW Heavyweight Championship (2 keer)

- Ring Ka King
  - Ring Ka King Heavyweight Championship (1 keer)

- Total Nonstop Action Wrestling
  - TNA World Tag Team Championship (2 keer; met Hernandez (1x) en Tommy Mercer (1x))